# عين نقوبا
عين نقوبا (العربية : عين نقوبا، بالعبرية : עֵין נַקוּבָּא) هي قرية عربية في وسط فلسطين. تقع إلى الغرب من القدس، وتقع تحت ولاية المجلس الإقليمي ماتيه يهودا. في عام 2007 كان عدد سكانها من 2000.
وقد أنشئت هذه القرية في عام 1962 من قبل اللاجئين من قرية بيت نقوبا، التي كانت قد أفرغت من سكانها خلال الحرب العربية الإسرائيلية عام 1948 حرب عام 1948، والأراضي التي أصبحت عين نقوبا بدلا من بيت نقوبا. تبعد عن القدس 12كم، عندما أُعلنت قرية مستقلة.